# Phoxophrys
Phoxophrys es un género de iguanios de la familia Agamidae. Sus especies son endémicas de las islas de la Sonda de la región indomalaya (Sumatra y Borneo).

## Especies
Se reconocen las 5 especies siguientes:
- Phoxophrys borneensis Inger, 1960
- Phoxophrys cephalum (Mocquard, 1890)
- Phoxophrys nigrilabris (Peters, 1864)
- Phoxophrys spiniceps Smith, 1925
- Phoxophrys tuberculata Hubrecht, 1881